# Dongmafang (sockenhuvudort i Kina, Hubei Sheng, lat 30,92, long 113,70)
Dongmafang (kinesiska: 东马坊, 东马坊街道) är en sockenhuvudort i Kina. Den ligger i provinsen Hubei, i den centrala delen av landet, omkring 67 kilometer nordväst om provinshuvudstaden Wuhan. Antalet invånare är 40 684. Befolkningen består av 19 832 kvinnor och 20 852 män. Barn under 15 år utgör 13,0 %, vuxna 15-64 år 77 %, och äldre över 65 år 8,0 %.
Runt Dongmafang är det tätbefolkat, med 683 invånare per kvadratkilometer. Närmaste större samhälle är Chengzhong, 13,9 km väster om Dongmafang. Trakten runt Dongmafang består till största delen av jordbruksmark.
Genomsnittlig årsnederbörd är 1 441 millimeter. Den regnigaste månaden är juli, med i genomsnitt 203 mm nederbörd, och den torraste är december, med 19 mm nederbörd.